# MAN Diesel

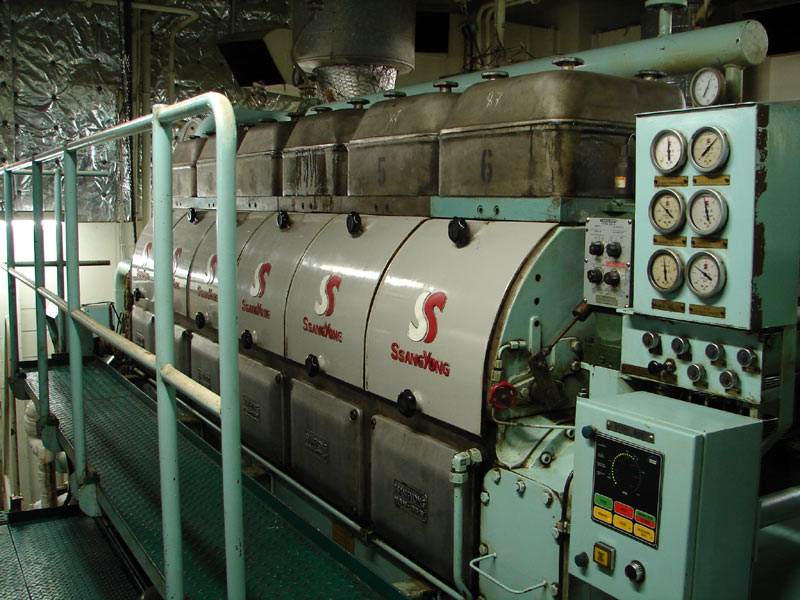
Motor diesel de 1.500 CP al petrolierului Algarve

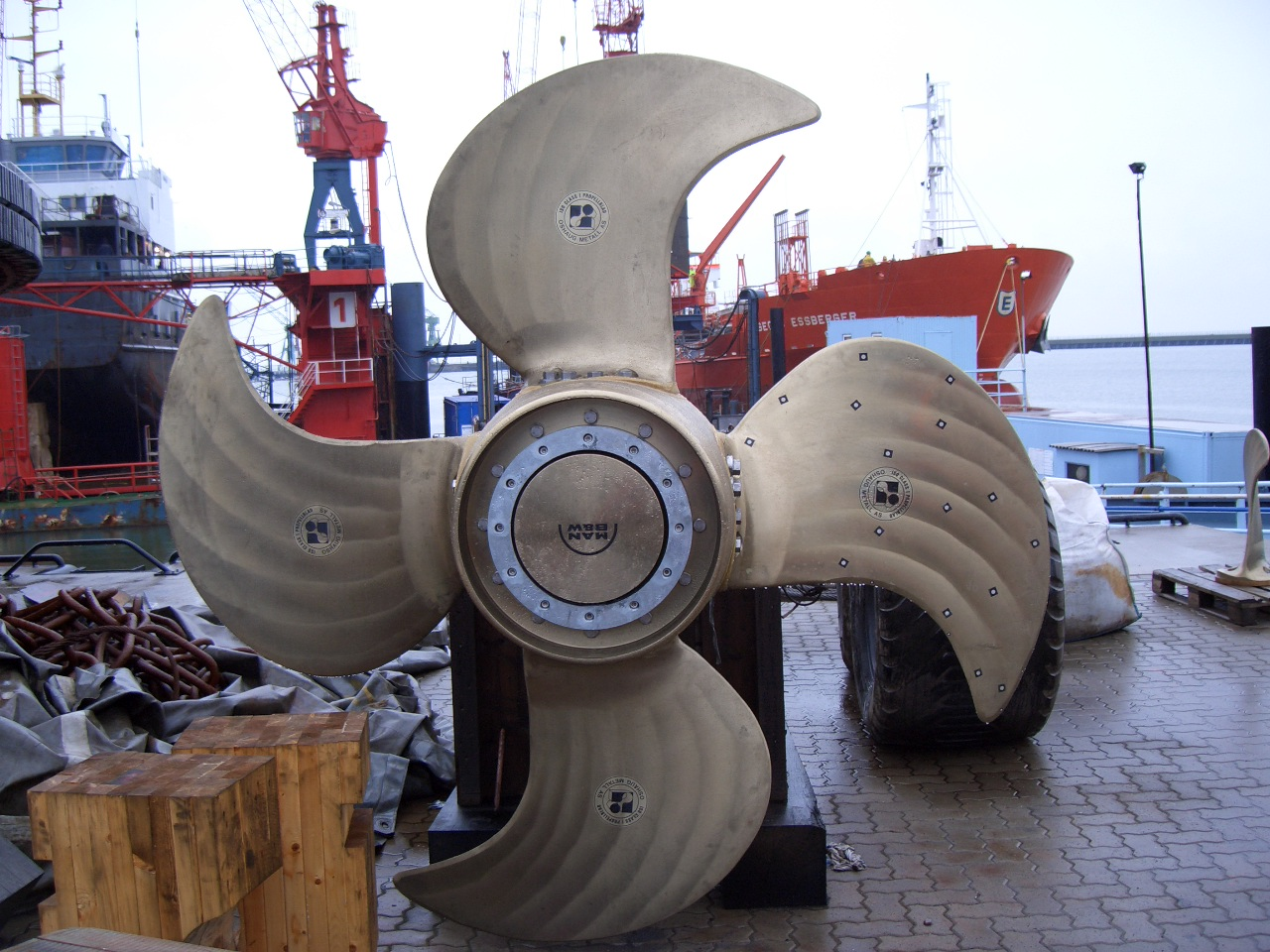
Elice reglabilă de MAN Diesel

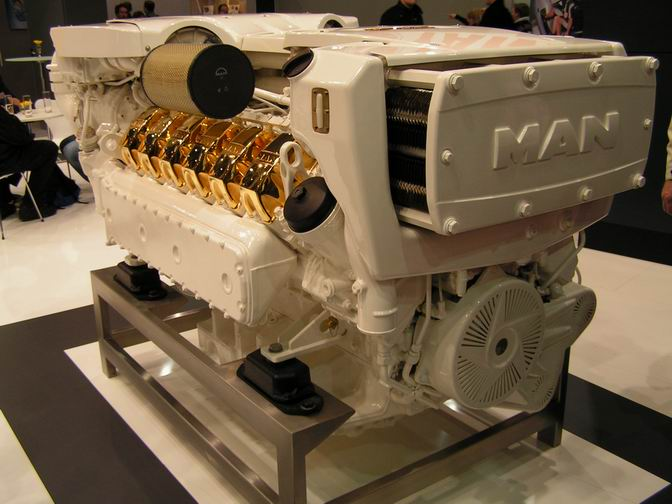
Motor pentru iaht, V12 - 1.800 CP

MAN Diesel SE a fost o subdiviziune a companiei germane MAN AG, cu sediul în Augsburg. Producția constă din unele din cele mai mari și puternice motoare diesel, în principal utilizate pe vapoare, dar și în centrale energetice. Până la 1 septembrie 2006, întreprinderea activa sub numele de MAN B & W Diesel AG. De la 1 ianuarie 2010, prin fuziunea cu MAN Turbo AG, întreprinderea activează sub denumirea MAN Diesel & Turbo SE.
Împreună cu Rudolf Diesel, MAN-ul dezvoltă primul motor cu aprindere prin compresie din lume în Augsburg (1894-1897). Filiala daneză Burmeister & Wain cu sediul la Copenhaga, a fost cumpărată de MAN în anii 1980. Alți producători de motoare diesel au fost preluați, inclusiv firma daneză Alpha Diesel Frederikshavn. 
La uzina din Augsburg se proiectează și se construiesc motoare diesel pentru propulsia navelor și pentru centrale electrice cu o capacitate între 430 kw și 97.300 kw. MAN-ul livrează instalația completă, fiind alcătuit din motor, cutia de viteze și elice. Specialitatea uzinei sunt motoarele diesel în patru timpi cu turație medie. Cel mai mare motor este în prezent unul cu 18 cilindri în V de 22.600 kW (30.736 CP). Filiala daneză din Copenhaga, concepe motoarele diesel în doi timpi, care sunt utilizate ca motorul principal la vapoare.
Alesajul motoarelor celor mai mari din seria K108, este de 1080 mm, cursa de 2660 mm, care un astfel de motor cu mai mult de 14 m înălțime și aproximativ 7 m lățime, cu lungimi de până la 32 m, cîntărește 2.800 tone. Motorul dezvolta puterea maxima la 97 rotații pe minut . Consumul de diesel este încadrat la varianta L2, ceeace înseamnă 162 g / kw/h. Între timp aceste motoare B&W, sunt construite și în Republica Chineză.
Specialitatea companiei germane, sunt motoarele diesel în patru timpi, cu viteza de rotații medie. Cel mai mare motor în prezent, este motorul cu 18 cilindri în V, de 30.736 CP. De asemenea în clasele cu performanță mai mică, la motoarele în patru timpi, MAN-ul are o gama de produse de motoare de pîna la aproximativ 580 CP, care are o cilindree de 12,5 cm³.
În Hamburg uzina de motoare diesel al MAN-ului servește la întreținerea și repararea motoarelor.
Elicele reglabile construite la MAN Diesel ajung la un diametru de până la 7,3 m și o greutate de 77,2 tone.
Pentru vaporul de containere Cosco Guangzhou , MAN Diesel SE a dezvoltat în anul 2006 primul motor diesel de 100.000 CP (73.500 kw), cu denumirea de tip K98 MC. O variantă mai nouă este (2008) motorul 14K98MC7  cu o putere de 116.875 CP (87.200 kw), cel mai mare motor de vapoare din lume.

## MAN Diesel Group
Firme participante la MAN Diesel SE:
- MAN Diesel SE, Copenhaga, Danemarca
- MAN Diesel Ltd., Stockport, Anglia
- MAN Diesel SAS, Villepinte, Franța
- MAN Diesel (Singapore) Ltd., Singapore
- MAN Diesel Australia Pty. Ltd., Sydney, Australia
- MAN Diesel Canada Ltd., Oakville, Canada
- MAN Diesel North America Inc., New York, USA
- MAN Diesel India Ltd., Aurangabad, India
- Rostock Diesel Services SRL, Rostock, Germania
- PBS Turbo, Velká Bíteš, Republica Cehă